# One Shot Easy Volume 3
One Shot Easy Volume 3 è la terza raccolta di musica leggera e easy listening appartenente alla collana One Shot Easy, pubblicata in Italia nel 2002 dall'etichetta discografica Universal Music.

## Tracce
1. Israel Kamakawiwo'ole – Over The Rainbow/What a Wonderful World – 5:04
2. Gilbert O'Sullivan – Clair – 2:57
3. Harry Nilsson – Everybody's Talkin' – 2:42
4. Chris Rea – Josephine – 4:30
5. America – A Horse with No Name – 4:07
6. The Cars – Drive – 3:52
7. Rod Stewart – Maggie May – 5:11
8. Dennis Edwards & Siedah Garrett – Don't Look Any Further – 4:02
9. Johnny Nash – I Can See Clearly Now – 2:45
10. Joe Jackson – Steppin' Out – 4:24
11. Al Green – Let's Stay Together – 4:42
12. Toto – Georgy Porgy – 4:08
13. B. J. Thomas – Raindrops Keep Fallin' on My Head – 2:59
14. Barry White – Never, Never Gonna Give You Up – 4:06
15. Don McLean – Vincent – 3:58
16. Detroit Spinners – It's a Shame – 3:11
17. Kool & The Gang – Too Hot – 3:46
18. Grace Jones – La Vie en rose – 7:25